# Echis megalocephalus
Espèce
Statut de conservation UICN

 DD  : Données insuffisantes
Echis megalocephalus est une espèce de serpents de la famille des Viperidae. 

## Répartition
Cette espèce est endémique de l'archipel des Dahlak en Érythrée. Elle n'est connue que par quatre spécimens provenant d'une "île du sud de la mer Rouge" qui doit être Nokra Desēt pour Borkin et Cherlin en 1995.

## Description
C'est un serpent venimeux ovipare. 

## Publication originale
- Cherlin, 1990 : Taxonomic revision of the snake genus Echis (Viperidae). II. An analysis of taxonomy and description of new forms [in Russian]. Proceedings of the Zoological Institute of Leningrad, vol. 207, p. 193-223.